# Tlapa de Comonfort (kommun)
Tlapa de Comonfort är en kommun i Mexiko.   Den ligger i delstaten Guerrero, i den sydöstra delen av landet, 220 km söder om huvudstaden Mexico City. Antalet invånare är 81 419. Arean är 1 054 kvadratkilometer.
Terrängen i Tlapa de Comonfort är kuperad åt nordost, men åt sydväst är den bergig.
Följande samhällen finns i Tlapa de Comonfort:
- Tlapa de Comonfort
- Xalatzala
- Atlamajac
- San Miguel Axoxuca
- Atlamajalcingo del Río
- Colonia Constitución
- Chiepetlán
- Ahuatepec Ejido
- Santa María Tonaya
- Tlacuiloya
- Tres Caminos
- San Pedro Acatlán
- La Providencia
- San Marcos
- Alpoyecancingo
- Colonia Filadelfia
- Ninguno Unidad Habitacional
- Zacapexco
- Las Pilas
- Villa de Guadalupe
- Plan de Zacatepec
- Linda Vista
- Acatenco
- Colonia San Sebastián
- Colonia Monte Sinaí
- Monte Gosen
- Santa Cruz Tlalchichilco
- Tehuchicoloya
- Torrentlán
- Los Zapotales
- Tepeyahualco
- Agua Dulce
- Mexcala
- Xocotepec
- Amate Amarillo
- Vista Hermosa
- Colonia los Llanos
- Colonia el Paraíso